# Naruny
Naruny (lit. Noriūnai) – wieś na Litwie położona w rejonie kupiszeckim okręgu poniewieskiego, 7 km na południowy zachód od Kupiszek.

## Historia

### Własność
Pierwsza wzmianka o tych dobrach, jako należących do Heleny z Szemiotów Abramowiczowej (~1630–1671) herbu Łabędź, wdowie po Samuelu Andrzeju Abramowiczu (po 1600–1651) herbu Jastrzębiec, kapitanie gwardii pieszej króla Jana Kazimierza, pochodzi z 1665 roku. 
Małżeństwo nie miało dzieci, Helena zapisała majątek swemu kuzynowi Stanisławowi Samuelowi Szemiotowi (~1650–1684), staroście nowomiejskiemu, mężowi Zofii Klary Kierdejównej (~1650–1709) z Radziwonowicz herbu Bełty. Stanisław, będąc właścicielem kilku innych majątków, nie mieszkał tutaj, wiadomo jednak, że w 1675 roku przekazał sianożęcia w Narunach na uposażenie klasztoru dominikanów w pobliskim Poławieniu. Później dobra te należały do rodzin Bałuczyńskich herbu Leliwa, Wilkomińskich i Ogińskich, poza tym że ci ostatni nie mieszkali w Narunach, sprzedali je w drugiej lub trzeciej dekadzie XIX wieku Onufremu Węcławowiczowi (1805–1880) herbu Wadwicz, sędziemu granicznemu guberni mińskiej, żonatemu z Filipiną Horwattówną (1805–1870) herbu Pobóg. Mieli oni czterech synów: Daniela, Henryka, Stanisława i Onufrego. Henryk i Onufry junior wzięli udział w powstaniu styczniowym, po jego upadku zostali aresztowani: Henryk został skazany na 3 lata, a Onufry dostał wyrok śmierci, później zmieniony w wyniku starań rodziny na 12 lat syberyjskiej katorgi. Onufry zmarł w Petersburgu w 1883 roku. Po śmierci Onufrego seniora Naruny (podobnie jak Burbiszki koło Onikszt) odziedziczył jego syn Henryk (1828–1897), żonaty z Marią Komarówną z Bejsagoły (1841–1897), a następnie – po śmierci Henryka – ich syn Zygmunt (1870–1927), dwukrotnie żonaty: ze Stefanią Marią Zdziechowską (1863–1915) herbu Rawicz, a następnie z Marią Węcławowicz (~1870–?), córką Ottona i Matyldy z Pac-Pomarnackich. Zygmunt Węcławowicz nie miał męskiego potomka, miał natomiast cztery córki (po dwie z każdego małżeństwa). Majątek należał do Zygmunta do 1923 roku, kiedy to po rozparcelowaniu jego większości w wyniku litewskiej reformy rolnej, pod naciskiem władz litewskich sprzedał jego resztki Litwinowi Adamanisowi, który był ich właścicielem do 1940 roku.
Około 1885 roku majątek Węcławowiczów liczył 740 dziesięcin ziemi. Poza tym majątkiem w Narunach był również majątek spokrewnionych z Węcławowiwczami Komarów. Za czasów Zygmunta istniała w majątku Węcławowiczów dobrze wyposażona chlewnia, duża owczarnia i stadnina koni.

### Przynależność administracyjna
| rok  | liczba ludności |
| ---- | --------------- |
| 1866 | 42              |
| 1902 | 93              |
| 1923 | 166             |
| 1959 | 297             |
| 1970 | 451             |
| 1979 | 830             |
| 1980 | 830             |
| 1986 | 1309            |
| 1989 | 1396            |
| 2001 | 1176            |
| 2011 | 928             |

- W I Rzeczypospolitej – w województwie wileńskim Rzeczypospolitej[3];
- po III rozbiorze Polski (od 1795 roku) majątek leżał w gminie Subocz, w parafii Kupiszki, początkowo w powiecie poniewieskim (ujeździe), później w powiecie wiłkomierskim guberni kowieńskiej (od 1843 roku, wcześniej guberni wileńskiej, w latach 1797–1801 guberni litewskiej i w latach 1801–1842 ponownie guberni wileńskiej) Imperium Rosyjskiego[5];
- w czasach II Rzeczypospolitej – od 1922 roku wieś należała do Litwy, która w okresie 1940–1990, jako Litewska Socjalistyczna Republika Radziecka, wchodziła w skład ZSRR;
- od 1990 roku wieś leży na terenie niepodległej Litwy.

## Znani ludzie
W Narunach najprawdopodobniej urodził się Józef Naronowicz-Naroński.

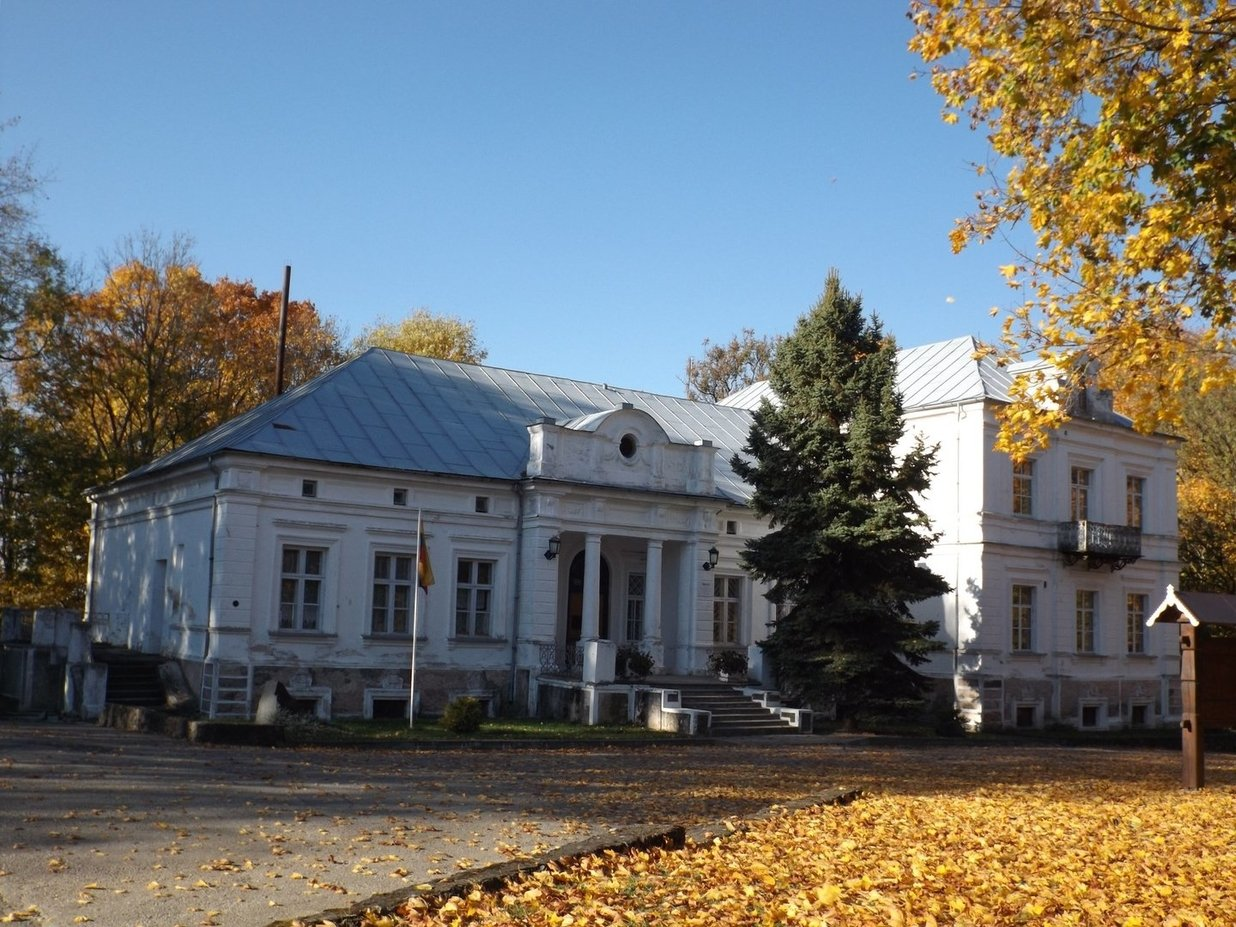
Pałac, 2020 rok

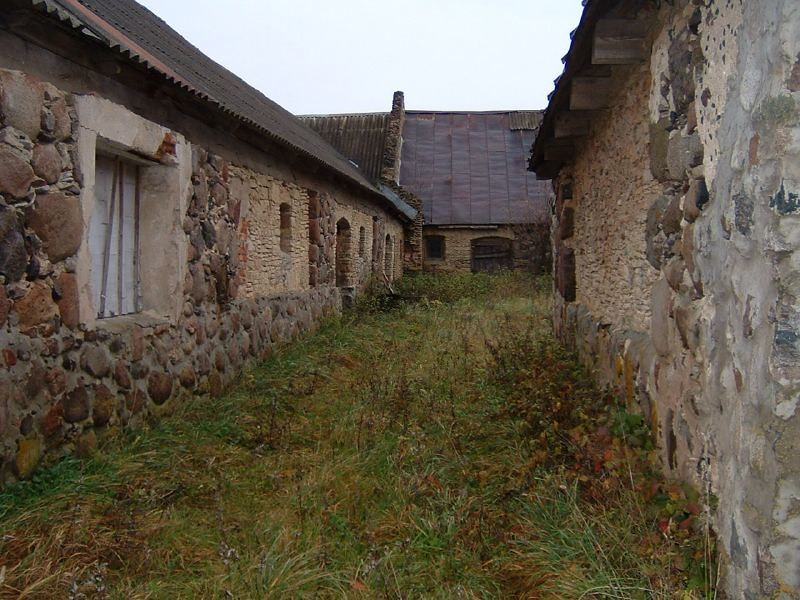
Dworskie zabudowania gospodarcze, 2020

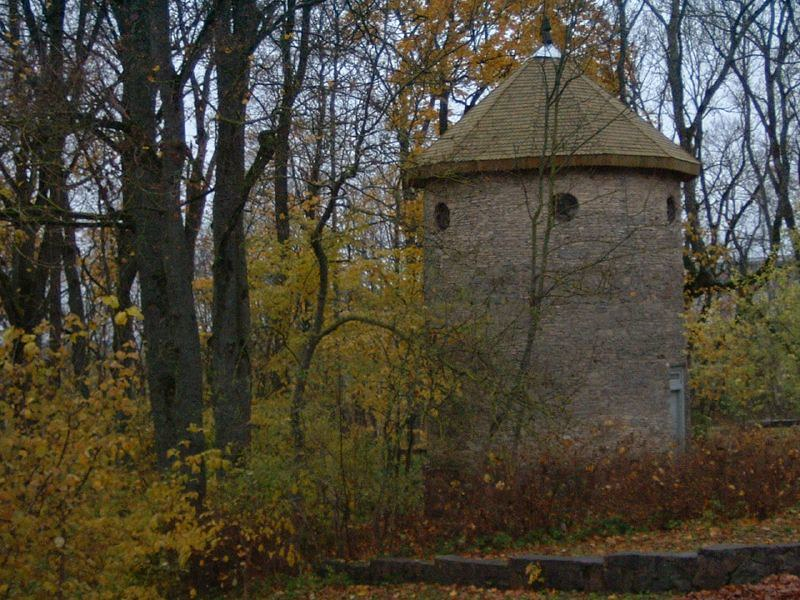
Lodownia, 2020

## Pałac
Przed objęciem majątku przez Henryka Węcławowicza istniał tu stary, parterowy, klasycystyczny dworek. Henryk zachował wybudowany w 1817 roku spichlerz, a w 1850 roku wzniósł między spichlerzem a starym dworem nową murowaną siedzibę. Był to parterowy dom zaprojektowany na planie prostokąta, wzniesiony na wysokich suterenach, znacznie wyższych od strony ogrodu (ze względu na pochyłość terenu), dziewięcioosiowy w elewacji frontowej. W środku tej elewacji był wgłębny portyk z dwiema kolumnami dźwigającymi belkowanie i attykę z okulusem, ozdobioną sztukateriami przedstawiającymi narzędzia rolnicze i roślinne girlandy. Do półkoliście zwieńczonych drzwi wejściowych prowadziły schody o ośmiu stopniach. Narożniki domu były boniowane. Po stronie ogrodowej na wysokim tarasie zbudowano dużą werandę. Z obu stron tarasu prowadziły schody do ogrodu. Dach werandy był podparty przez cztery czworograniaste filary, a jej ściany boczne miały duże, oszklone okna, po jednym z każdej strony.
Układ pomieszczeń był dwutraktowy, z korytarzem dzielącym trakty po lewej stronie. Za głównym wejściem był duży, kwadratowy przedpokój, po którego prawej stronie, w trakcie frontowym znajdowały się: duża jadalnia i kredens, a po lewej, w tym trakcie – dwa pokoje mieszkalne. W trakcie ogrodowym były: dwa salony, biblioteka i sypialnia.
Po pewnym czasie do prawego szczytu dobudowano dwukondygnacyjne skrzydło, pod kątem prostym do części parterowej, o takim samym wystroju jak korpus główny, jednak jego elewacje od frontu i od ogrodu znacznie wystawały przed elewacje frontową i ogrodową, tworząc kształt litery „T”. Były tu pokoje mieszkalne i gabinet. 
Przed I wojną światową na ścianach pałacu wisiały rodzinne portrety, m.in. Mikołaja Dawidowicza, Floriana Łundy i Franciszka Smuglewicza, pejzaże Salvatora Rosy, litografie Jana Kazimierza Wilczyńskiego i szkice autorów angielskich. Wisiały też pasy słuckie, stare makaty polskie i japońskie, gobeliny pochodzące z manufaktury w Burbiszkach koło Onikszt, założonej przez ojca Henryka, Onufrego Węcławowicza. Dębowe podłogi były pokryte dywanami pochodzącymi z tejże manufaktury.
Pokoje reprezentacyjne były wyposażone w meble z mahoniu w stylu empire. Znajdowały się tu stare srebra, w tym XVII-wieczne lichtarze i XVIII-wieczne kandelabry, wazy i tace zdobione wygrawerowanym herbem Wadwicz, cztery komplety nakryć stołowych dla 48 osób, także z herbami Węcławowiczów, Horwattów i Pac-Pomarnackich, dużo cennej porcelany, w tym wielonaczyniowe serwisy stołowe: saski, angielski i belgijski, oraz takie pojedyncze duże naczynia, jak wazony chińskie i wazy z Sèvres.
W bibliotece było m.in. 50 starodruków z XVI i XVII stulecia oraz około 6 tysięcy woluminów z okresu XVIII–XX wieku. Było tu też rodzinne archiwum: wśród dokumentów, oprócz papierów dotyczących spraw majątkowych i genealogicznych znajdowały się w nim dokumenty podpisane przez królów: Zygmunta III Wazy i Stanisława Augusta Poniatowskiego.
Dom był półkoliście otoczony przez kilkunastohektarowy park, schodzący do płynącej w pobliży Ławeny. Pod koniec XIX wieku został przekomponowany przez spokrewnionego z właścicielami Michała Komara i przez instruktora ogrodowego Zaleskiego. Aleje parkowe były obsadzone lipami, kasztanowcami oraz drzewami egzotycznymi, jak: jodły balsamiczne, orzechy szare, żywotniki czy modrzewie europejskie. Do rezydencji prowadziły dwie szerokie aleje: jedna była obsadzona kasztanowcami, lipami i świerkami, natomiast druga była ograniczona przez strzyżone żywopłoty. Obie aleje dochodziły do podjazdu w formie kolistego gazonu.
W 1915 roku pałac został zniszczony przez wojska niemieckie i rosyjskie, rozgrabiono jego wyposażenie. Udało się tylko zawieźć do Wilna i zachować kilka mebli i około 300 książek. Dużą część księgozbioru i obrazy odnaleziono w Moskwie, skąd w późniejszym czasie odzyskano tylko 18 płócien i przewieziono je do Wilna. Zaginęły one podczas II wojny światowej. Wtedy też pałac został ponownie częściowo zniszczony. Podczas przebudów i remontów (w latach 1959–1963 i w 1975 roku) usunięto sprzed elewacji ogrodowej werandę i taras. Obecnie w budynku mieszczą się biura i agendy urzędu gminnego. Na terenie folwarku zachowało się kilka obiektów gospodarczych, w tym m.in.: obora, stodoła, wędzarnia, chlew. Jednym z zachowanych obiektów jest wysoka, cylindryczna wieża pokryta stożkowym dachem z gontu, kiedyś będąca spichlerzem-lodownią.
Cały kompleks dworski, o powierzchni prawie 22 ha, objęty jest od 1992 roku ochroną jako zabytek o istotności regionalnej rejestru zabytków Litwy.
Majątek Naruny został opisany w 4. tomie Dziejów rezydencji na dawnych kresach Rzeczypospolitej Romana Aftanazego.